# Rei You de Zhou
Rei You de Zhou (795 - 771 aEC) (xinès tradicional: 周幽王, xinès simplificat: 周幽王, pinyin: Zhōu Yōu Wáng) va ser el dotzè sobirà de la xinesa dinastia Zhou i l'últim de la dinastia Zhou Occidental. Ell va regnar del 781 al 771 aEC.
En el 780 aEC, un gran terratrèmol va impactar Guanzhong. Un endeví anomenat Bo Yangfu (伯陽甫/伯阳甫) considerà això un auguri predient la destrucció de la dinastia Zhou. En el 779 aEC, una concubina anomenada Baosi va entrar en el palau i va guanyar-se el favor del Rei You. Baosi li va donar a llum un fill dit Bofu (伯服), arran d'això el Rei You va deposar la Reina Shen (申后) i al Príncep Hereu Yijiu (宜臼). I va fer a Baosi la nova reina i a Bofu el nou príncep hereu.
Es conta que Baosi reia fàcilment. Després de provar molts mètodes i fallar, el Rei You intentà divertir a la seva reina preferida encenent les alimares d'advertència i enganyant als seus nobles perquè pensaren que els nòmades Quanrong (犬戎) estaven a punt d'atacar. Els nobles van arribar al castell només per veure's ridiculitzats per Baosi. Fins i tot després que el Rei You havia impressionat a Baosi, ell continuà abusant del seu ús de les alimares d'advertència i va perdre la confiança dels nobles.
El pare de la Reina Shen, el Marquès de Shen (申侯), estava furiós per la deposició de la seva filla i el seu net, el Príncep Hereu Yijiu, i va llançar un atac sobre el palau del Rei You juntament amb els Quanrong. El Rei You va fer una crida als seus nobles usant les alimares però ningú no va acudir. Finalment, el Rei You i Bofu foren morts i Baosi capturada. Després que el Rei You va morir, alguns nobles inclòs el Marquès de Shen, el Marquès de Zeng (缯侯) i el Duc Wen de Xu (許文公/许文公) va donar suport al deposat Príncep Yijiu com Rei Ping de Zhou per continuar la Dinastia Zhou. Com la capital del país Haojing (鎬京/镐京) havia patit greus danys, i estava situada a prop dels potencialment perillosos quanrong, en el 771 aEC, Rei Ping de Zhou va traslladar la capital cap a l'est a Luoyi (雒邑), més tard dita Luoyang, per tant començant la Zhou de l'Est i marcant el començament del Període de Primaveres i Tardors, que duraria més de 300 anys.